# Signalskydd
Signalskydd är i Sverige de åtgärder som syftar till att förhindra obehörig insyn i och påverkan av tele- och radiokommunikationer.
Signalskydd omfattar också användning av kryptografiska funktioner i informationssystem.
Exempel på signalskyddsåtgärder är kryptering, täckning, omskrivning, radiotystnad, bandspridning, val av sambandsmedel, användning av digitala signaturer för säker verifiering av elektroniska dokument samt identifiering och autentisering av användare och information.
Termen signalskydd har sina rötter i den avlyssning genom signalspaning som ständigt pågår mot telekommunikations- och informationssystem som en väsentlig del av främmande makts underrättelsetjänst, men signalskydd är också ett relevant begrepp för behovet av att skydda information i bred mening, till exempel transaktioner i finansiella system eller uppgifter som rör personliga förhållanden.
Signalskyddet i Sverige leds och samordnas av Militära underrättelse- och säkerhetstjänsten (MUST). Vad signalskydd är och hur man skall nyttja signalskyddet framgår av FFS 2019:9 Försvarsmaktens föreskrifter om signalskyddstjänsten inom totalförsvaret
I FFS nämns Högkvarteret på ett flertal platser. De uppgifter som FFS lägger på Högkvarteret sköts av MUST SÄKK (Säkerhetskontoret)